# 2007年亞洲大洋洲飛盤爭奪錦標賽
2007年亞洲大洋洲飛盤爭奪錦標賽為首屆的亞洲大洋洲飛盤爭奪錦標賽於2007年12月7日至9日於台灣高雄市農十六草坪舉行。本屆賽事共有6支隊伍參賽。

## 簡介
賽事是七人制，四男三女一隊，九十分鐘內，最先搶到十五分隊伍為勝隊。

## 賽事

### 12月7日
| 主隊   | 比數   | 客隊   |
| ------ | ------ | ------ |
| 台灣   | 6：15  | 菲律賓 |
| 台灣   | 15：12 | 新加坡 |
| 日本   | 15：2  | 香港   |
| 香港   | 1：15  | 澳洲   |
| 新加坡 | 4：15  | 日本   |
| 菲律賓 | 4：14  | 澳洲   |

## 排名
| 名次  | 隊伍     |
| ----- | -------- |
|       | 日本     |
|       |          |
|       | 中華臺北 |
| 第4名 | 菲律賓   |
| 第5名 | 新加坡   |
| 第6名 | 香港     |